# Trioza galii
Trioza galii är en insektsart som beskrevs av W. Foerster 1848. Trioza galii ingår i släktet Trioza och familjen spetsbladloppor.
Artens utbredningsområde är Iran. Enligt den finländska rödlistan är arten sårbar i Finland. Arten är reproducerande i Sverige. Artens livsmiljö är torra gräsmarker. Inga underarter finns listade i Catalogue of Life.